# Tetiz
Tetiz, es una localidad del estado de Yucatán, México, cabecera del municipio homónimo ubicada a 26 kilómetros al noroeste de la ciudad de Mérida. 

## Toponimia
El toponímico Tetiz significa en idioma maya escoger o seleccionar camote, por derivarse de los vocablos Tet, escoger e iz, camote.

## Datos históricos
Tetiz está enclavado en el territorio que fue la jurisdicción de Ah Canul antes de la conquista de Yucatán. 
Durante la colonia, existió en el lugar una encomienda que estuvo a cargo de Pablo de Aguilar y Alonso Hernández de 1700 a 1750. 
En el siglo XIX formó parte del Camino Real Bajo cuya cabecera era Hunucmá. 
En 1874 se volvió cabecera de su provincia.
En 1918 que se erigió en cabecera del municipio homónimo.

## Sitios de interés turístico
En Tetiz se encuentra el templo de San Bernardino, que data del siglo XVIII. 
Existen diversos vestigios de la cultura maya precolombina, cercanos a la localidad de Tetiz. 

## Galería

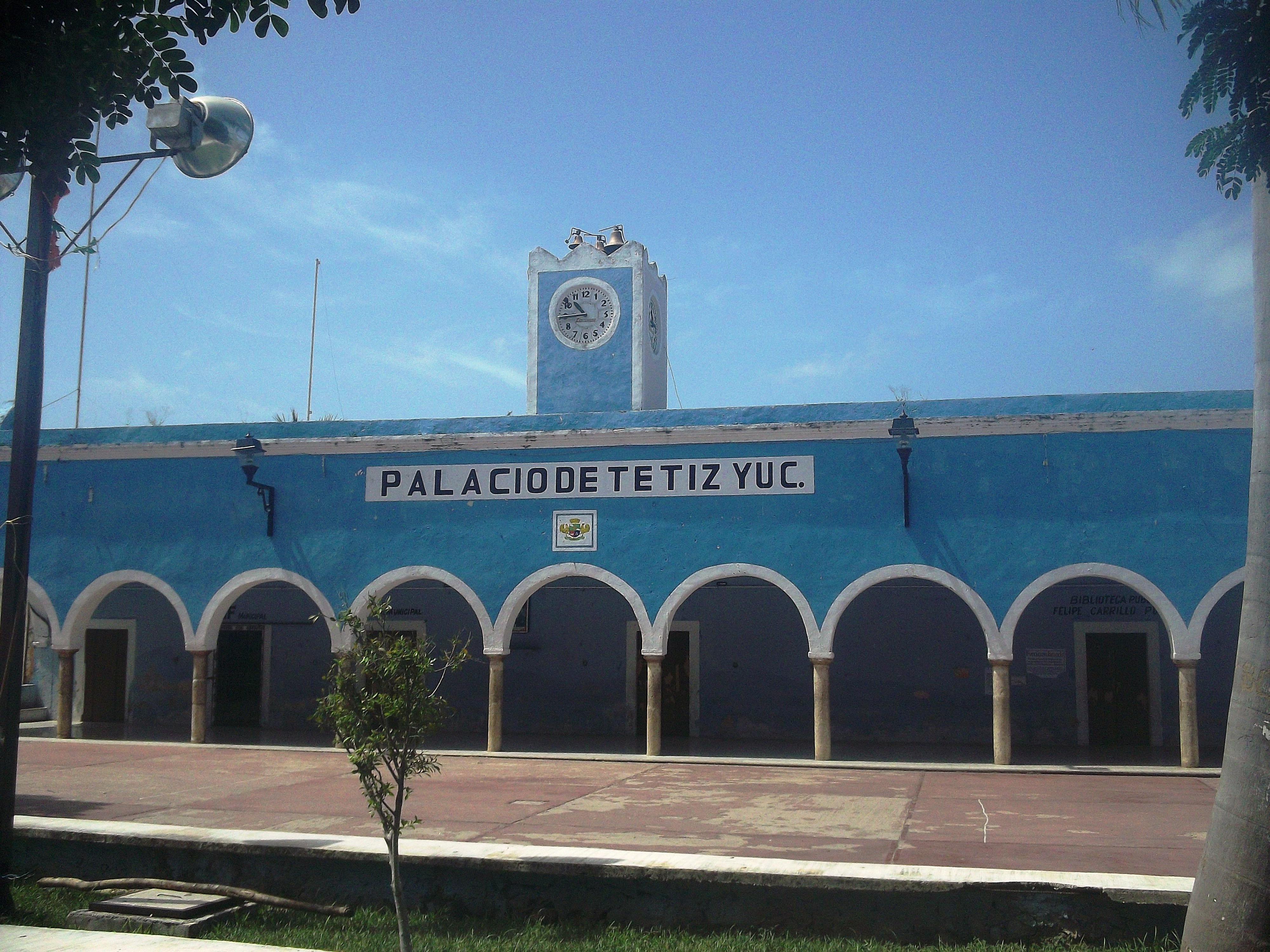
Palacio municipal de Tetiz.
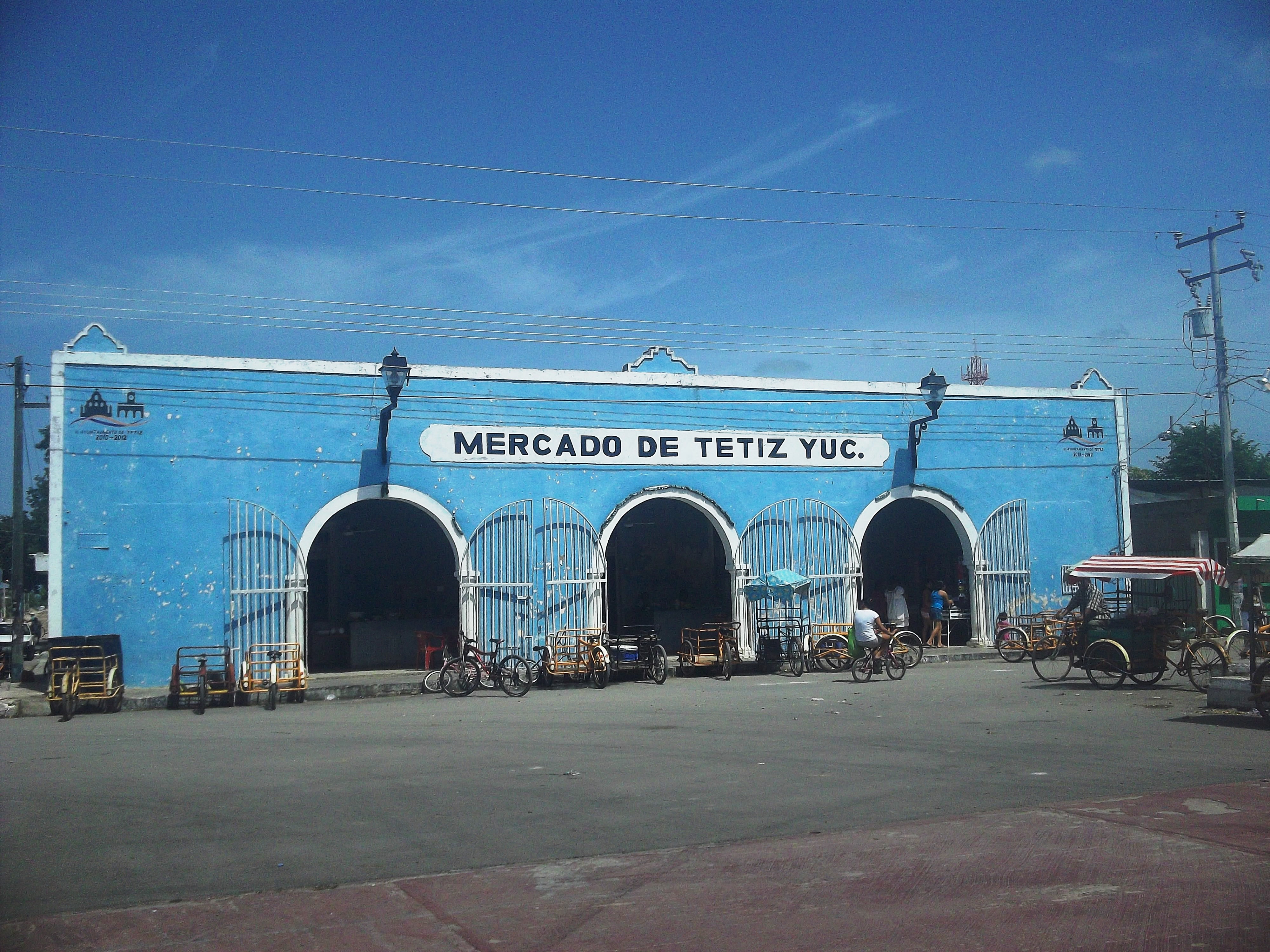
Mercado municipal de Tetiz.
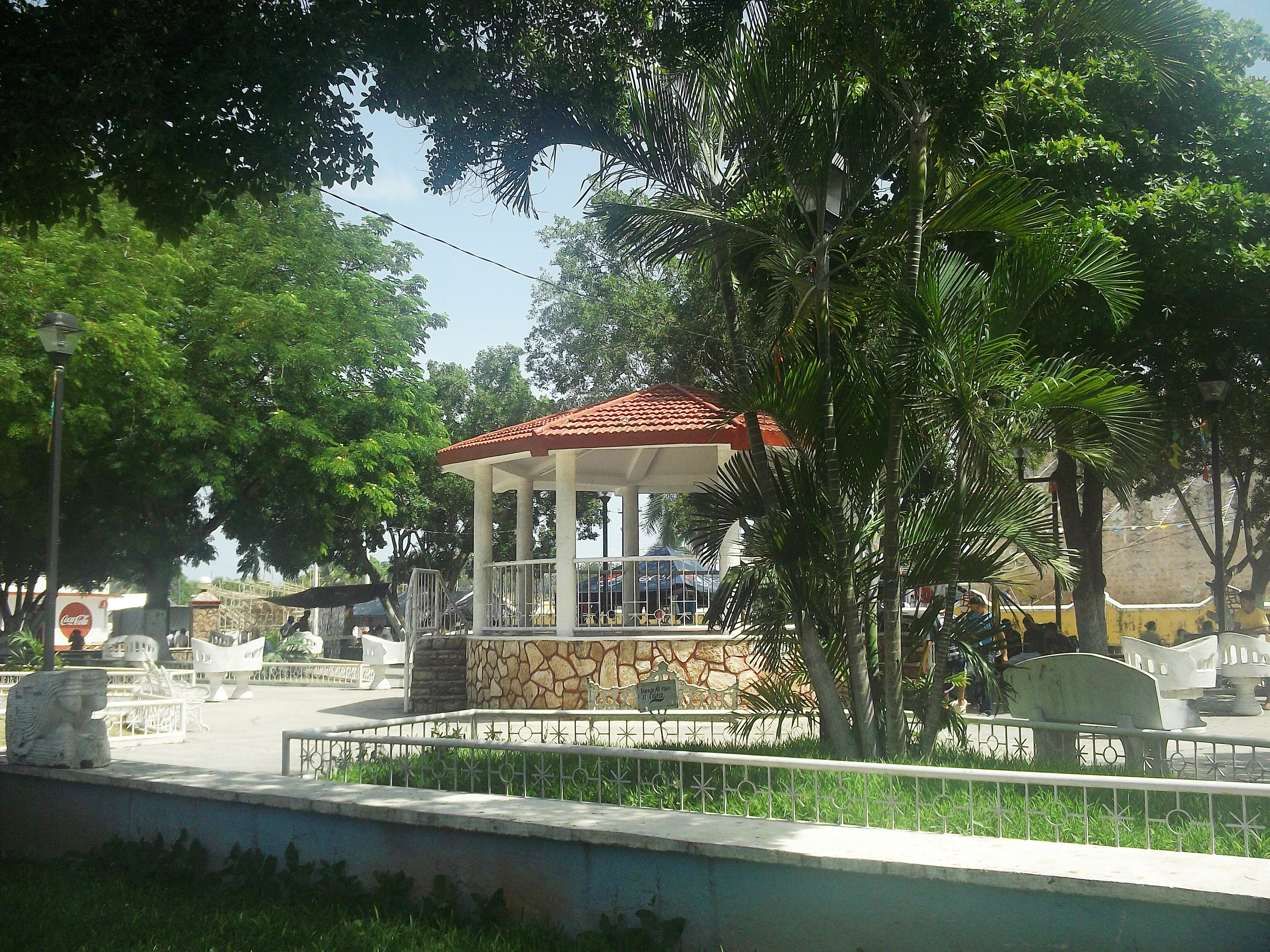
Parque principal de Tetiz.
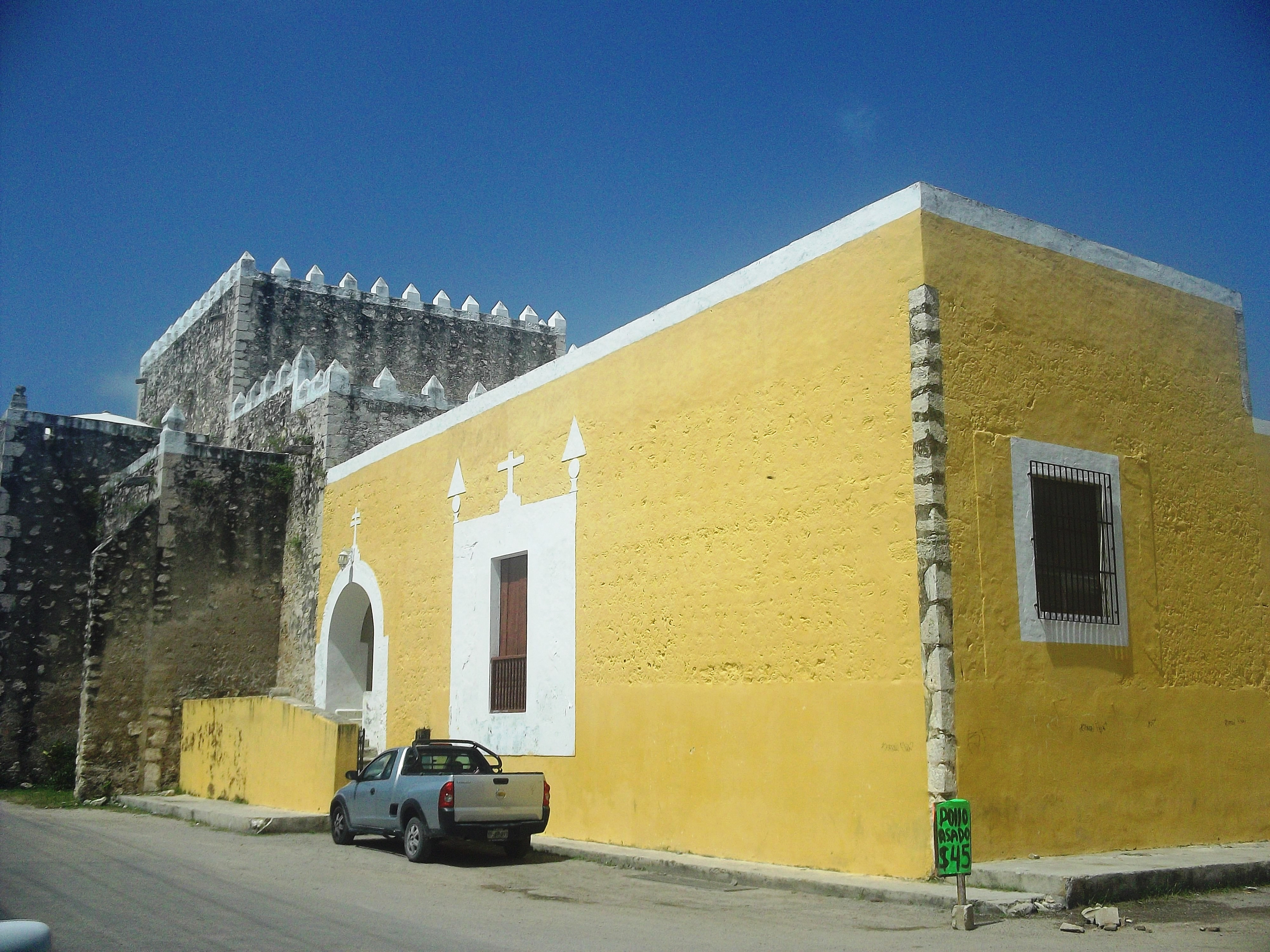
Iglesia de Tetiz.
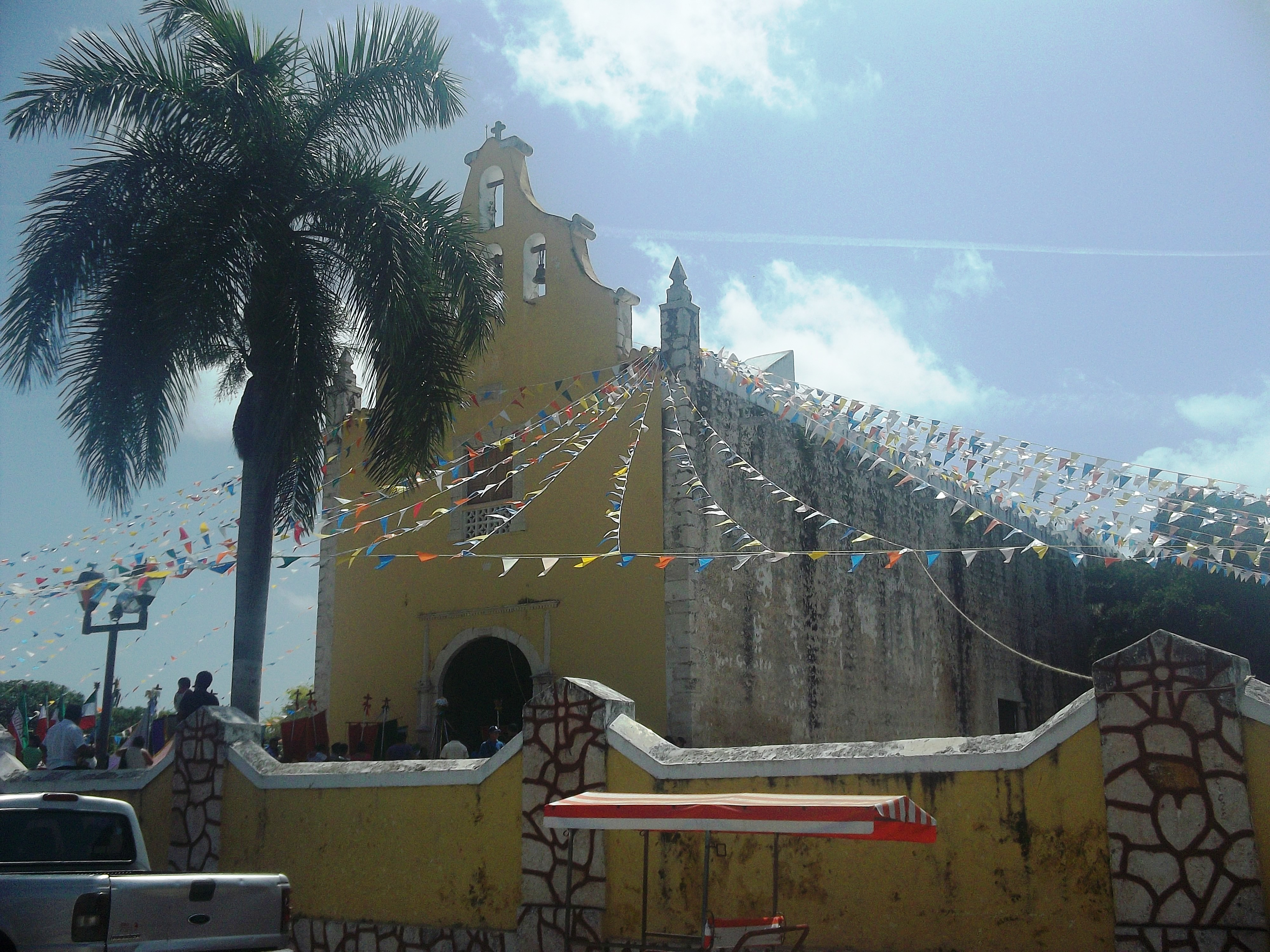
Iglesia de Tetiz.
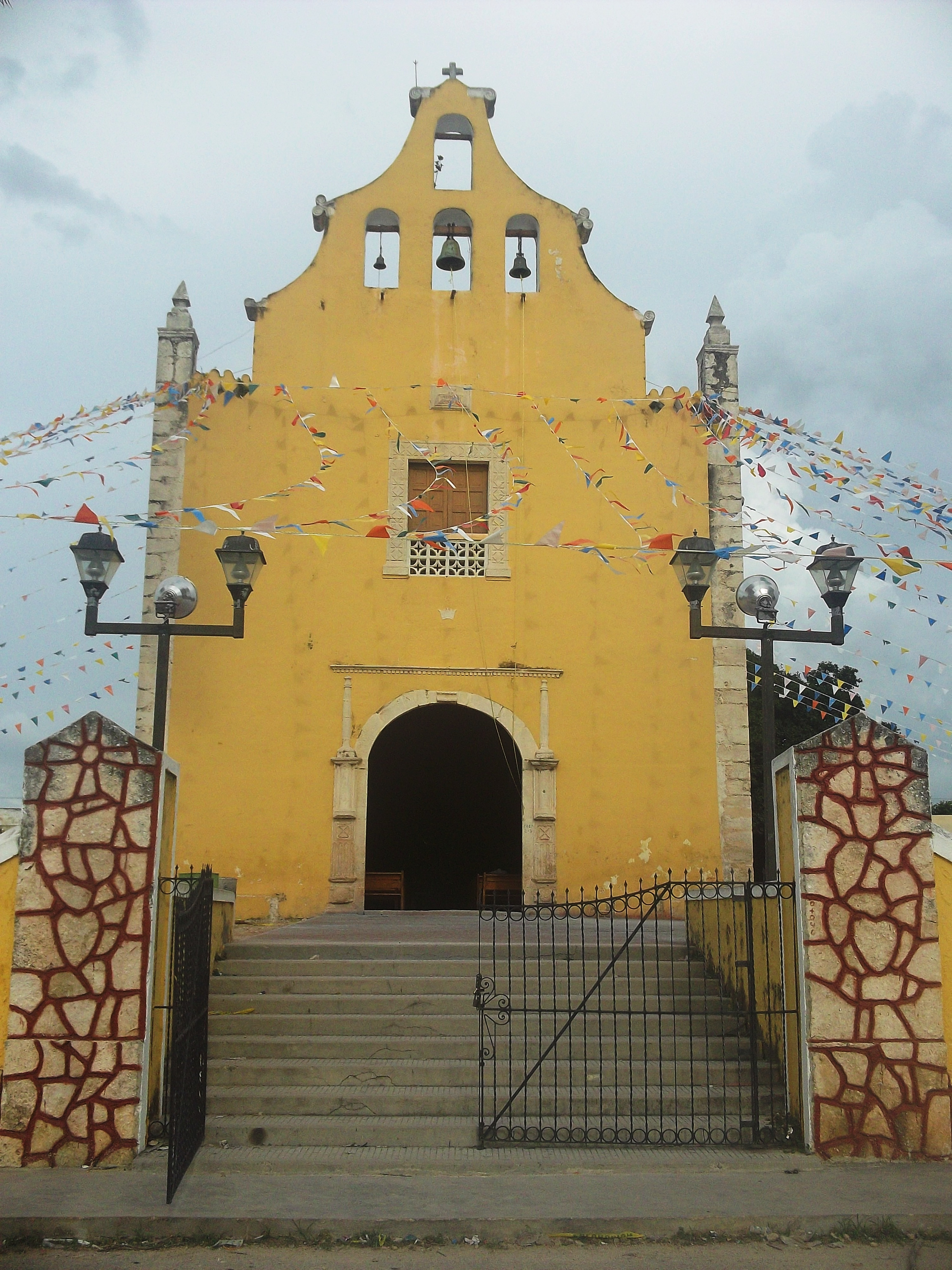
Iglesia de Tetiz.